# Lancer du poids féminin aux Jeux olympiques d'été de 2020
Pour des articles plus généraux, voir Athlétisme aux Jeux olympiques d'été de 2020 et Lancer du poids aux Jeux olympiques.
Navigation
Rio 2016 Paris 2024
L'épreuve du lancer du poids féminin aux Jeux olympiques de 2020 se déroule les 30 juillet et 1er août 2021 au Stade olympique national de Tokyo, au Japon.

## Records
Avant cette compétition, les records dans cette discipline étaient les suivants : 
| Record du monde  | Natalya Lisovskaya (URS) | 22,63 m | Moscou | 7 juin 1987     |
| Record olympique | Ilona Slupianek (GDR)    | 22,41 m | Moscou | 24 juillet 1980 |

## Résultats

### Finale
| Rang                                | Athlète           | Pays              | Essais | Essais | Essais | Essais | Essais | Essais | Marque | Notes |
| Rang                                | Athlète           | Pays              | 1      | 2      | 3      | 4      | 5      | 6      | Marque | Notes |
| ----------------------------------- | ----------------- | ----------------- | ------ | ------ | ------ | ------ | ------ | ------ | ------ | ----- |
| Médaille d'or, Jeux olympiques      | Lijiao Gong       | Chine             | 19,95  | x      | 19,98  | 19,80  | 20,53  | 20,58  | 20,58  | PB    |
| Médaille d'argent, Jeux olympiques  | Raven Saunders    | États-Unis        | 19,65  | x      | 19,62  | 19,49  | 19,79  | x      | 19,79  |       |
| Médaille de bronze, Jeux olympiques | Valerie Adams     | Nouvelle-Zélande  | 18,62  | 19,49  | 19,62  | x      | x      | 18,76  | 19,62  |       |
| 4                                   | Auriol Dongmo     | Portugal          | 19,29  | 18,95  | 19,17  | 19,57  | 19,45  | 19,45  | 19,57  |       |
| 5                                   | Jiayuan Song      | Chine             | 18,11  | 19,14  | 18,74  | x      | x      | 18,26  | 19,14  |       |
| 6                                   | Maddi Wesche      | Nouvelle-Zélande  | 17,45  | 18,42  | 18,98  | 18,18  | 18,50  | 18,47  | 18,98  | PB    |
| 7                                   | Fanny Roos        | Suède             | 17,99  | 18,02  | 18,91  | x      | 18,72  | 18,76  | 18,91  |       |
| 8                                   | Sara Gambetta     | Allemagne         | 18,37  | 18,04  | 18,88  | x      | 18,48  | 18,38  | 18,88  | PB    |
| 9                                   | Aliona Dubitskaya | Biélorussie       | 17,76  | 18,57  | 18,73  |        |        |        | 18,73  |       |
| 10                                  | Gao Yang          | Chine             | 18,45  | 18,67  | 18,51  |        |        |        | 18,67  |       |
| 11                                  | Portious Warren   | Trinité-et-Tobago | 18,01  | 18,01  | 18,32  |        |        |        | 18,32  |       |
| -                                   | Jessica Ramsey    | États-Unis        | x      | x      | x      |        |        |        | -      | NM    |

### Qualifications
Qualification : 18,80 m (Q) ou les 12 meilleurs lancers (q).
| Rang | Groupe | Athlète             | Pays              | 1     | 2     | 3     | Marque | Notes |
| ---- | ------ | ------------------- | ----------------- | ----- | ----- | ----- | ------ | ----- |
| 1    | B      | Gong Lijiao         | Chine             | 19,46 | -     | -     | 19,46  | Q     |
| 2    | B      | Song Jiayuan        | Chine             | x     | 19,23 | -     | 19,23  | Q     |
| 3    | A      | Raven Saunders      | États-Unis        | x     | 19,22 | -     | 19,22  | Q     |
| 4    | A      | Fanny Roos          | Suède             | 19,01 | -     | -     | 19,01  | Q     |
| 5    | A      | Aliona Dubitskaya   | Biélorussie       | 18,61 | x     | 18,89 | 18,89  | Q     |
| 6    | B      | Valerie Adams       | Nouvelle-Zélande  | 18,75 | 18,59 | 18,83 | 18,83  | Q     |
| 7    | A      | Gao Yang            | Chine             | 18,51 | 18,80 | -     | 18,80  | Q, SB |
| 7    | B      | Auriol Dongmo       | Portugal          | 18,80 | -     | -     | 18,80  | Q     |
| 9    | A      | Portious Warren     | Trinité-et-Tobago | 18,21 | 18,23 | 18,75 | 18,75  | q, PB |
| 9    | A      | Jessica Ramsey      | États-Unis        | x     | x     | 18,75 | 18,75  | q     |
| 11   | A      | Madison-Lee Wesche  | Nouvelle-Zélande  | 18,65 | 16,80 | 18,53 | 18,65  | q, PB |
| 12   | B      | Sara Gambetta       | Allemagne         | x     | 18,57 | 17,35 | 18,57  | q     |
| 13   | B      | Danniel Thomas-Dodd | Jamaïque          | x     | 18,37 | 18,24 | 18,37  |       |
| 14   | A      | Christina Schwanitz | Allemagne         | 17,51 | 17,72 | 18,08 | 18,08  |       |
| 15   | A      | Katharina Maisch    | Allemagne         | 16,92 | 17,89 | 17,72 | 17,89  |       |
| 16   | B      | Emel Dereli         | Turquie           | x     | 17,81 | 17,69 | 17,81  |       |
| 16   | B      | Sophie McKinna      | Grande-Bretagne   | 17,81 | x     | 17,60 | 17,81  |       |
| 17   | A      | Klaudia Kardasz     | Pologne           | x     | 17,29 | 17,76 | 17,76  |       |
| 18   | A      | Jessica Schilder    | Pays-Bas          | 16,69 | 17,74 | 16,82 | 17,74  |       |
| 19   | B      | Adelaide Aquilla    | États-Unis        | 17,38 | 17,68 | 16,62 | 17,68  |       |
| 20   | B      | Anita Marton        | Hongrie           | 17,42 | 17,59 | x     | 17,59  | SB    |
| 21   | A      | Lloydricia Cameron  | Jamaïque          | 17,29 | x     | 17,43 | 17,43  |       |
| 22   | A      | María Belén Toimil  | Espagne           | x     | x     | 17,38 | 17,38  |       |
| 23   | B      | Marketa Cervenkova  | Tchéquie          | 17,33 | x     | 17,05 | 17,33  |       |
| 24   | B      | Ahymara Espinoza    | Venezuela         | 17,17 | 16,74 | 16,50 | 17,17  |       |
| 25   | A      | Olha Golodna        | Ukraine           | 16,07 | 17,15 | 17,08 | 17,15  |       |
| 26   | B      | Paulina Guba        | Pologne           | x     | 16,98 | 16,96 | 16,98  |       |
| 27   | B      | Sarah Mitton        | Canada            | 16,62 | x     | x     | 16,62  |       |
| 28   | A      | Dimitriana Surdu    | Moldavie          | 15,61 | 16,55 | x     | 16,55  |       |
| 29   | B      | Geisa Arcanjo       | Brésil            | 16,46 | x     | x     | 16,46  |       |
| 30   | B      | Sopo Shatirishvili  | Géorgie           | 14,91 | 15,31 | x     | 15,31  |       |
| -    | A      | Brittany Crew       | Canada            | x     | x     | x     | -      | NM    |

## Légende
Records et Performances
- AR : Record continental (area record)
- CR : Record des championnats (championship record)
- MR : Record du meeting (meet record)
- NR : Record national (national record)
- OR : Record olympique (olympic record)
- PR : Record paralympique (paralympic record)
- PB : Record personnel (personal best)
- SB : Meilleure performance personnelle de la saison (season's best)
- WL : Meilleure performance mondiale de l'année (world leader)
- WJR : Record du monde junior (world junior record)
- WR : Record du monde (world record)

Circonstances et Conditions
- DNF : N'a pas terminé (did not finish)
- DNS : N'a pas pris le départ (did not start)
- DQ : Disqualification (disqualification)
- NM : Aucun essai valable enregistré (No Mark)
- Q : Qualifié « directement » au prochain tour (ou à la prochaine compétition), lors d'une compétition majeure, grâce au classement ou à la réalisation des minima (automatic qualifier)
- q : Qualifié au prochain tour (ou à la prochaine compétition), lors d'une compétition majeure, grâce au repêchage ou à la réalisation de l'une des meilleures performances parmi celles des « non qualifiés directement » (grâce au meilleur temps ou à la meilleure distance par exemple) (secondary qualifier)